# Kovanec
Kovanec je obec v okrese Mladá Boleslav ve Středočeském kraji. Rozkládá se asi deset kilometrů západně od Mladé Boleslavi. Žije zde 119 obyvatel.

## Historie
První písemná zmínka o obci pochází z roku 1546.

## Obyvatelstvo
| Rok            | 1869 | 1880 | 1890 | 1900 | 1910 | 1921 | 1930 | 1950 | 1961 | 1970 | 1980 | 1991 | 2001 | 2011 | 2021 |
| -------------- | ---- | ---- | ---- | ---- | ---- | ---- | ---- | ---- | ---- | ---- | ---- | ---- | ---- | ---- | ---- |
| Počet obyvatel | 255  | 277  | 295  | 309  | 300  | 294  | 310  | 175  | 201  | 170  | 156  | 139  | 130  | 131  | 122  |
| Počet domů     | 37   | 41   | 43   | 48   | 51   | 50   | 59   | 62   | 53   | 49   | 46   | 60   | 61   | 67   | 69   |

## Obecní správa

### Územněsprávní začlenění
Dějiny územněsprávního začleňování zahrnují období od roku 1850 do současnosti. V chronologickém přehledu je uvedena územně administrativní příslušnost obce v roce, kdy ke změně došlo:
- 1850 země česká, kraj Jičín, politický okres Mladá Boleslav, soudní okres Bělá[6]
- 1855 země česká, kraj Mladá Boleslav, soudní okres Bělá[6]
- 1868 země česká, politický okres Mnichovo Hradiště, soudní okres Bělá[6]
- 1939 země česká, Oberlandrat Jičín, politický okres Mnichovo Hradiště, soudní okres Bělá pod Bezdězem[7]
- 1942 země česká, Oberlandrat Praha, politický okres Mladá Boleslav, soudní okres Bělá pod Bezdězem[8]
- 1945 země česká, správní okres Mnichovo Hradiště, soudní okres Bělá pod Bezdězem[9]
- 1949 Liberecký kraj, okres Doksy[10]
- 1960 Středočeský kraj, okres Mladá Boleslav[11]
- k 1. lednu 1980 Středočeský kraj, okres Mladá Boleslav, obec Skalsko[12]
- k 24. listopadu 1990 Středočeský kraj, okres Mladá Boleslav[12]

### Obecní symboly
Znak a vlajka byly obci uděleny rozhodnutím předsedy Poslanecké sněmovny Parlamentu České republiky dne 14. prosince 2018.

## Doprava
Silniční doprava
- Do obce vedou silnice III. třídy.

Železniční doprava
- Železniční trať ani stanice na území obce nejsou. Nejblíže obci je železniční dopravna Skalsko ve vzdálenosti 2,5 km ležící na trati 076 z Mělníka do Mladé Boleslavi.

Autobusová doprava
- V obci zastavovaly v květnu 2011 autobusové linky jedoucí do těchto cílů: Bělá pod Bezdězem, Bezno, Mladá Boleslav, Mšeno, Praha.[14]

## Společnost
Ve vsi Kovanec s 294 obyvateli v roce 1932 byly evidovány tyto živnosti a obchody: 2 hostince, kolář, kovář, obuvník, 5 rolníků, obchod se smíšeným zbožím, 2 trafiky.

## Pamětihodnosti
- evangelický kostel
- výklenková kaplička na kraji vesnice
- zděný vodojem

## Galerie

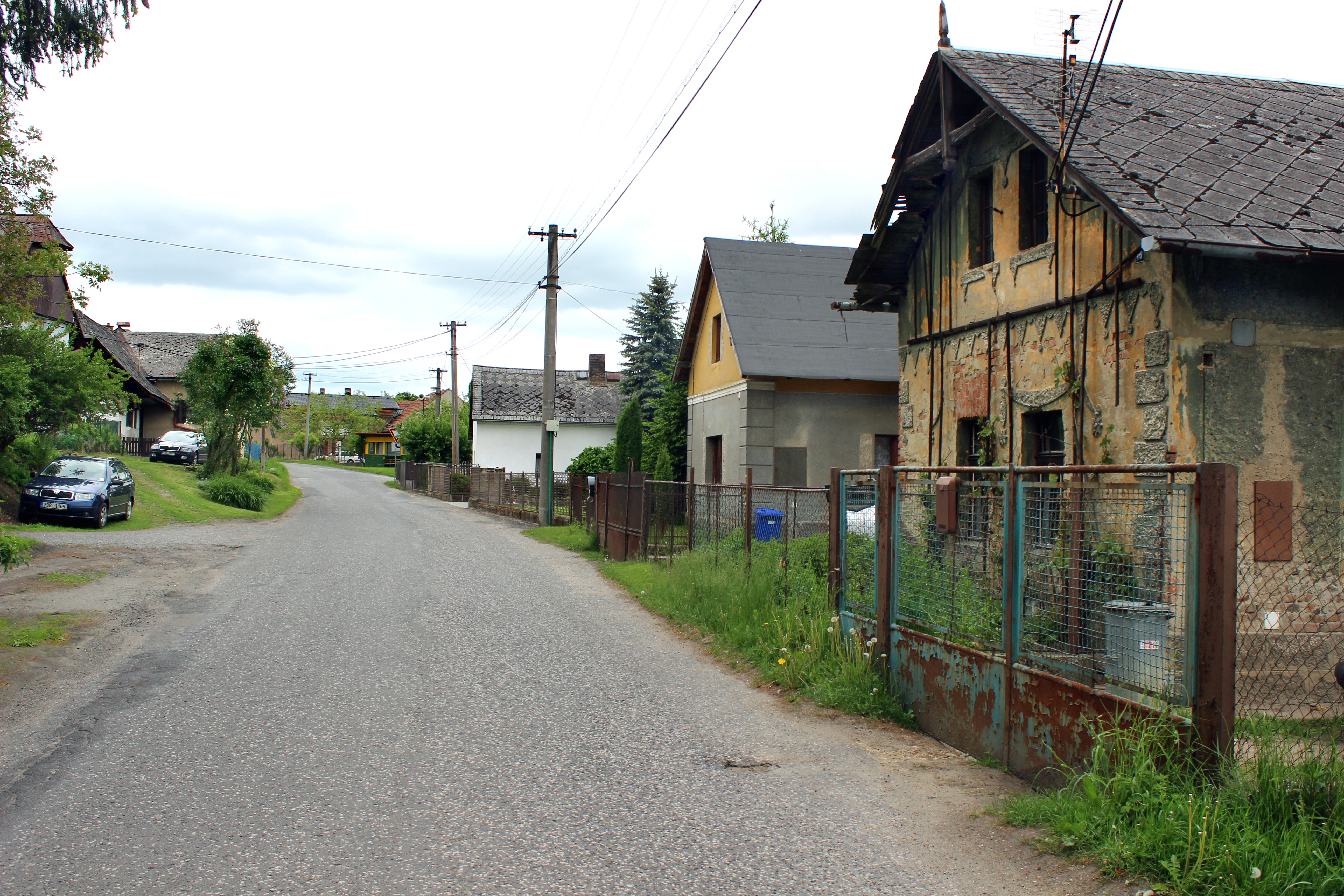
střední část obce
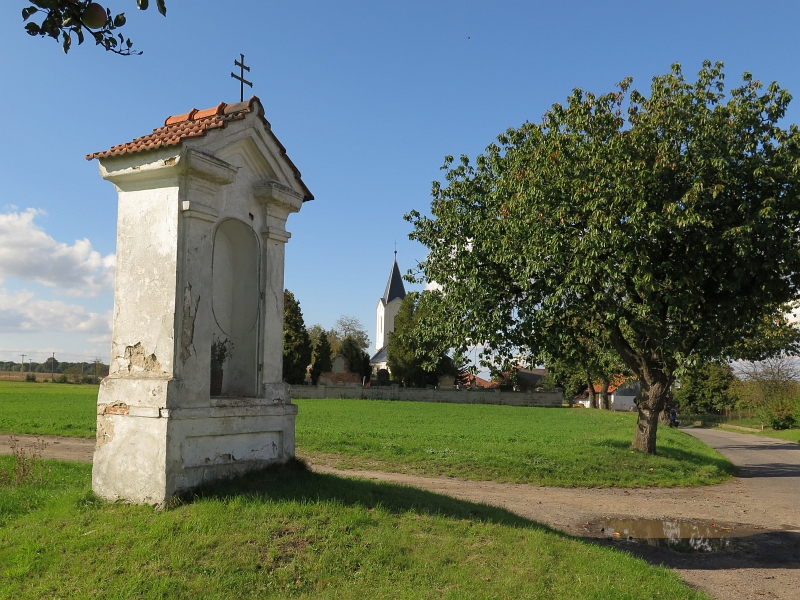
výklenková kaplička
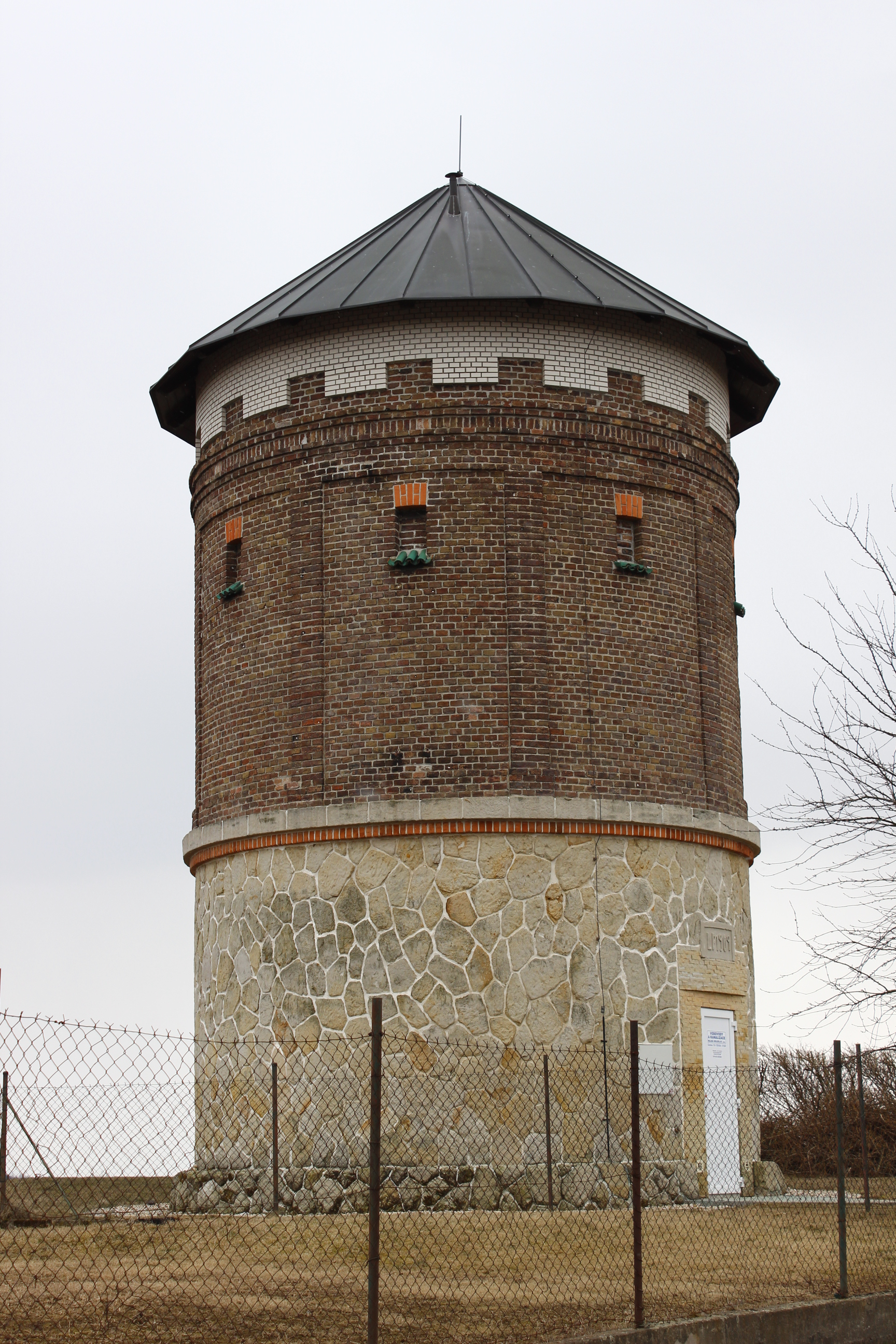
vodojem
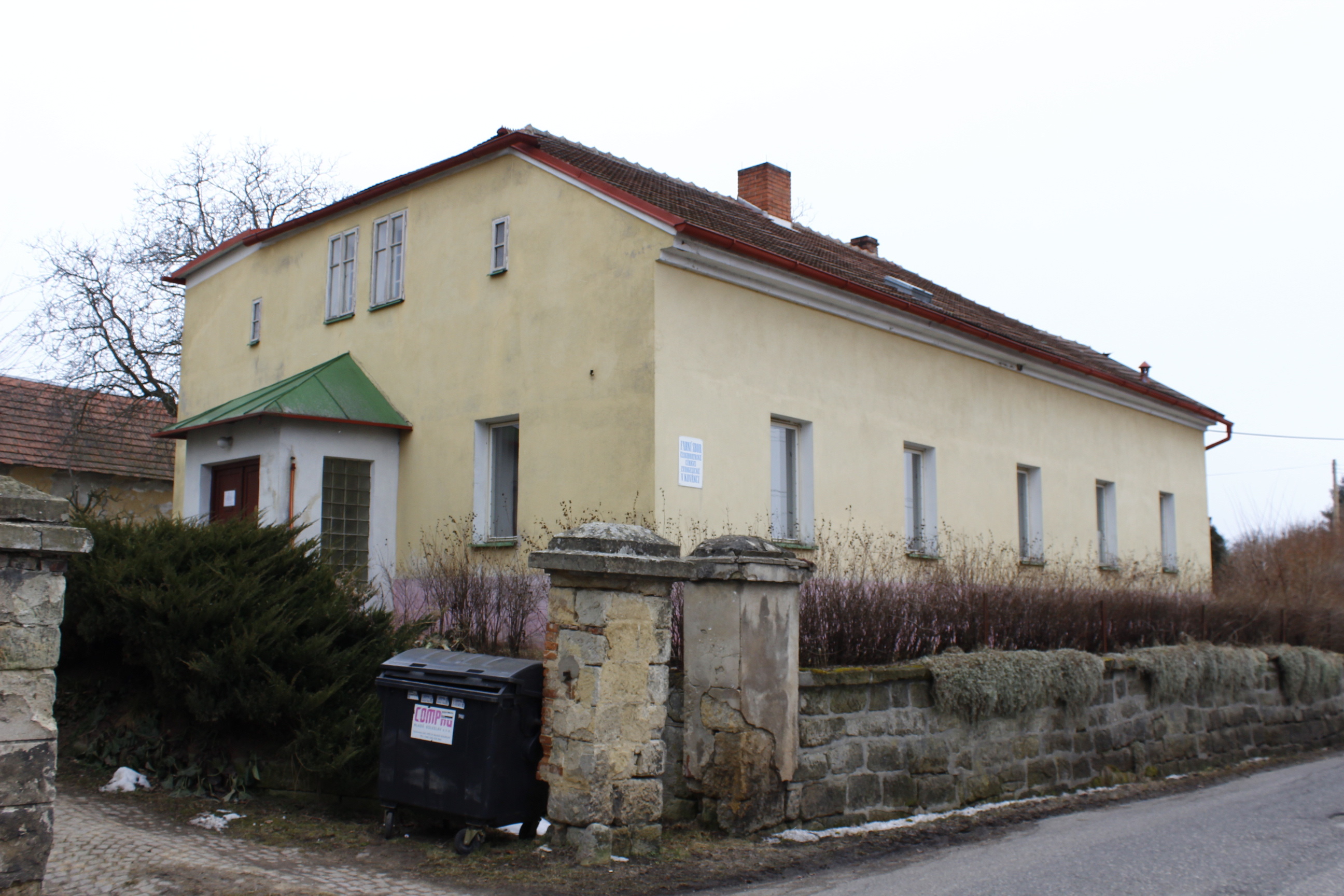
fara